# Patricia Sangenis
Patricia Sangenis es una médica argentina que fue premiada por el Comité Olímpico Internacional por sus investigaciones sobre cómo crear conciencia sobre la salud de los atletas.

## Trayectoria
Sangenis se especializó en cardiología y llegó a ser titular de la Sociedad Argentina de Cardiología. En 2012 dirigió el Consejo de Ergometría, Rehabilitación y Cardiología del Deporte y fue miembro del Área Corazón y Mujer.
Es especialista en medicina del deporte. Integró la Comisión Médica del COI durante 20 años y participó como médica en varios Juegos Olímpicos. En ese organismo internacional además publicó varios documentos sobre la salud de la mujer. En 2000 fue premiada también por el Comité Olímpico por sus trabajos relacionados con el rendimiento deportivo femenino y la salud de los deportistas en general. El premio se lo entregaron en la ciudad suiza de Lausana y al acto de premiación asistieron el presidente del Comité Olímpico Argentino, Gerardo Werthein.